# Lumen Gentium
Lumen Gentium (лат. Світло народам) —Догматична конституція Другого Ватиканського собору Католицької церкви. Повна назва — Догматична конституція про Церкву «Lumen Gentium». Затверджена папою Павлом VI 21 листопада 1964 року, після того як вона була схвалена на соборі. За остаточний варіант конституції висловився 2151 учасник собору, проти — 5. Свою назву отримала за прийнятою в католицизм е практиці за своїми двома першими словами.
Конституція Lumen Gentium стала однією з чотирьох конституцій Другого Ватиканського собору і одним з найважливіших документів, прийнятих на ньому. Вона присвячена Церкві, її містичної ролі у справі спасіння людства, її ієрархічним устрою, правам і обов'язкам окремих її членів.

## Структура
Конституція Lumen Gentium складається з 69 статей, об'єднаних у 8 розділів:
1. Про таємницю Церкви (статті 1-8)
2. Про народ Божий (статті 9-17)
3. Про ієрархічну будову Церкви і, зокрема, про єпископат (статті 18-29)
4. Про мирян (статті 30-38)
5. Про загальне покликання до святості в Церкві (статті 39-42)
6. Про ченців (статті 43-47)
7. Про есхатологічну природу мандрівної Церкви і про її єдність з Церквою небесною (статті 48-51)
8. Про Пресвяту Богородицю Діву Марію в таємниці Христа і Церкви (статті 52-69)

## Зміст
Конституція підсумовує еклезіологічні вчення Католицької церкви. У першому розділі розкривається зміст поняття містичного Церкви, як нареченої Христа і чітко визначається, що Церква Христова може бути тільки одна і що вона перебуває в Католицькій церкві:
|  | Це і є єдина Церква Христова, яку ми сповідуємо в Символі віри як єдину, святу, католицьку і апостольську, яку Спаситель наш після воскресіння Свого доручив пасти Петру (Ів. 21:17) і йому ж, як і іншим апостолам, довірив її поширення і управління (Мт. 28:18 і далі) і назавжди поставив її як «стовп і утвердження істини» (1 Тим. 3:15). Ця Церква, встановлена і влаштована у світі цьому як суспільство, перебуває в Католицькій церкві, керованій наступником Петра і Єпископами в спілкуванні з ним. |

Хоча й зауважується, що «поза її (Церкви) складу знаходяться багато початків освячення та істини, які, будучи дарами, властивими Церкви Христової, спонукають до католицької єдності».
Друга глава присвячена поняттю «народ Божий», глави з третього по шостий описують ієрархічне устрій Церкви і викладають погляд Церкви на клір, мирян та ченців. У третьому розділі, крім іншого, Lumen Gentium знову підтверджує Догмат про папську непомильність. У четвертому розділі особливо підкреслюється важливість діяльності мирян: «Тому миряни, навіть зайняті минущими турботами, можуть і повинні здійснювати найціннішу діяльність з свідчення Євангелія світу». Сьома глава ілюструє поняття «спілкування святих» і говорить про зв'язок земної Церкви і Церкви небесної. Заключна глава конституції докладно розповідає про розуміння Католицькою церквою ролі Діви Марії у спасінні людства і про її шанування в Церкві.